# Komet Schwassmann-Wachmann 3
Komet Schwassmann-Wachmann  3 (uradna oznaka je 73P/Schwassmann-Wachmann ) je periodični komet z obhodno dobo okoli 5,4 let. Komet pripada Jupitrovi družini kometov.

## Odkritje
Komet sta odkrila 2. maja 1930 nemška astronoma Arnold Schwasmann (1870–1964) in Arthur Arno Wachmann (1902–1990), ki sta delala na Observatoriju Hamburg v Nemčiji.

Komet sta odkrila slučajno na fotografski plošči, ki sta jo posnela zaradi iskanja asteroidov.

## Razpad
V letu 1995 je pričel komet razpadati. Najprej je razpadel na pet kosov, ki nosijo oznake 73P-A, B, C, D in E. Marca leta 2006 je bilo znanih že osem delov: B, C, G, H, J, L, M in N. 18. aprila je Vesoljski teleskop Hubble zaznal že na ducate kosov delov B in G. Izgledalo je, kot da bo komet popolnoma razpadel (podobno je v 19. stoletju razpadel 3D/Biela). V tem primeru bi se morala oznaka kometa spremeniti iz 73P v 73D. Danes je znano, da je razpadel na vsaj 66 različnih delov .
Delec C je največji in tako predstavlja osnovni ostanek začetnega kometa .
Ostanki kometa so leteli mimo Zemlje proti koncu maja 2006. Najbliže so bili 12. maja na razdalji okoli 11,9 km. To je samo 0,08 a.e., kar je v astronomskih merilih izredno malo. Ko se je leta 1930 zgodila podobna situacija, so opazili izredno močan meteorski roj z 100 utrinki na minuto. Izračuni P. A. Wiegerta in drugih so pokazali, da je v tem primeru kaj takšnega malo verjetno.
V letu 2022 bodo delci kometa prišli še bliže Zemlji kot leta 2006. Trenutno njihova tirnica ni znana z veliko natančnostjo. Če se bo razpadanje še nadaljevalo, bo nemogoče spremljati vse nastale delce.

## Raziskovanje
Komet bi morala obiskati sonda CONTOUR 18. junija 2006. Izstrelitev sonde ni uspela.

## Meteorski roj
Komet Schwassmann-Wachmann je vir za meteorski roj Tau Herkulidov ki jih vidimo od 19. maja do 19. junija.